# Koning Abdullah I-moskee
De Koning Abdullah I-moskee (Arabisch: مسجد الملك عبد الله الأول) in de Jordaanse hoofdstad Amman werd gebouwd tussen 1982 en 1989. Het wordt bekroond door een prachtige blauwe mozaïekkoepel waaronder 3.000 moslims kunnen bidden.
Toeristen mogen komen. Mannen moeten een lange broek aan hebben en vrouwen moeten hun hoofd, armen en benen bedekken. Hiervoor wordt gratis een kapmantel ter beschikking gesteld.
Vanaf 1984 was de moskee de uitzendlocatie voor de gemeenschappelijke oproep tot het gebed in Amman, een functie die daarvoor werd opgenomen in de Abu Darwish-moskee.